# Бій на палицях

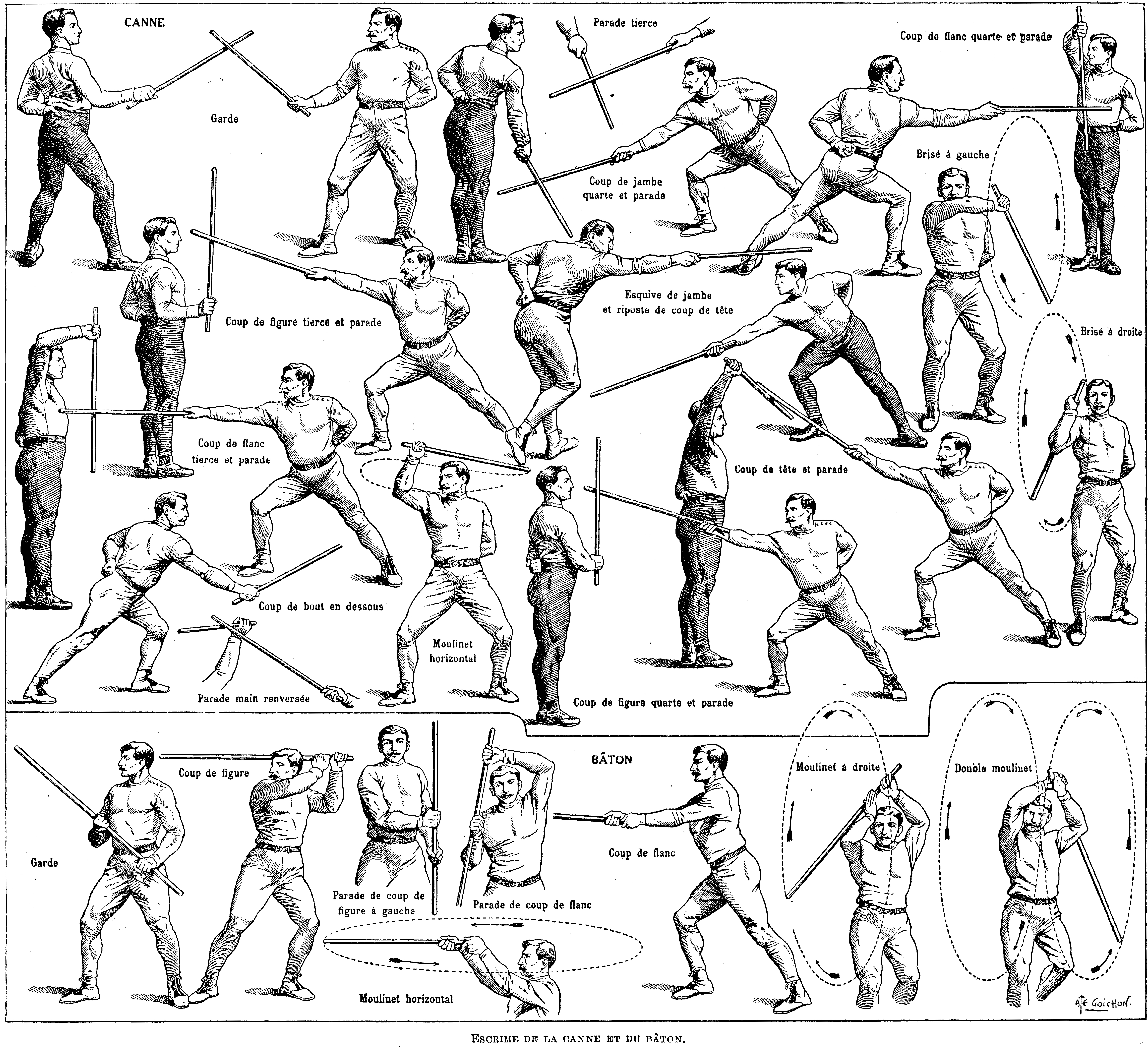
Фехтування палицями в французькій енциклопедії

Бій на палицях, фехтування палицею - це різновид бойових мистецтв що використовують просту довгу тонку, тупу, зазвичай дерев'яну палицю для бою.